# Municipio de Prosperity
El municipio de Prosperity (en inglés: Prosperity Township) es un municipio ubicado en el condado de Renville en el estado estadounidense de Dakota del Norte. En el año 2010 tenía una población de 26 habitantes y una densidad poblacional de 0,23 personas por km².

## Geografía
El municipio de Prosperity se encuentra ubicado en las coordenadas 48°56′40″N 101°48′50″O / 48.94444, -101.81389. Según la Oficina del Censo de los Estados Unidos, el municipio tiene una superficie total de 112.48 km², de la cual 112,39 km² corresponden a tierra firme y (0,08 %) 0,09 km² es agua.

## Demografía
Según el censo de 2010, había 26 personas residiendo en el municipio de Prosperity. La densidad de población era de 0,23 hab./km². De los 26 habitantes, el municipio de Prosperity estaba compuesto por el 100 % blancos. Del total de la población el 0 % eran hispanos o latinos de cualquier raza.